# Marc Ruchmann
Marc Ruchmann est un acteur et musicien français, né le 27 janvier 1981 aux Lilas (Seine-Saint-Denis).

## Biographie

### Formation
D'origines alsacienne, italienne, algérienne, il prend des cours au conservatoire du dixième arrondissement de Paris (1998-2000), puis suit les cours du soir au Théâtre de Chaillot (2000-2001), et considère Les Trois jours du condor de Sydney Pollack comme son film préféré.

### Carrière
Il apparaît dans la publicité pour Caractère de Daniel Hechter, aux côtés de James Denton, avant d'être révélé en 2004 dans le film de François Ozon 5×2, puis en 2008 dans Cendre et sang, le premier long métrage réalisé par Fanny Ardant. Il donne la réplique à Sharon Stone et Tomer Sisley dans Largo Winch 2, et à Angelina Jolie et Johnny Depp dans The Tourist.
Plus récemment, on l’a vu dans Loue-moi !, une comédie de Coline Assous et Virginie Schwartz, où il joue l'ex-amour d'enfance de l'héroïne.
Il est le personnage masculin principal de la première série de comédie romantique produite par Netflix France : Plan cœur, où il tient le rôle de Jules,,.

## Musique
Signé sur le label Antipodes Music, sous son nom de beatboxer, Markus, il sort un album solo, Réminiscences en 2019, inspiré par la peinture de Mark Rothko.

## Filmographie

### Comme acteur

#### Cinéma
- 2004 : 5×2 de François Ozon : Mathieu
- 2009 : Cendres et Sang de Fanny Ardant : Ismaël
- 2010 : The Tourist de Florian Henckel von Donnersmarck : Brigadier Kaiser
- 2011 : Le Skylab de Julie Delpy : Tonton Loulou
- 2011 : Largo Winch 2 de Jérôme Salle : Brian
- 2012 : Demain ? de Christine Laurent : Reys
- 2013 : Pour une femme de Diane Kurys : Paul
- 2014 : La Mante religieuse de Natalie Saracco : Père David
- 2016 : Tout, tout de suite de Richard Berry : Ilan Halimi
- 2016 : Victoria de Justine Triet : Un plan cul de Victoria
- 2017 : Loue-moi ! de Coline Assous et Virginie Schwartz : Raphaël
- 2018 : Photo de famille de Cécilia Rouaud : Stéphane
- 2019 : Le Chant du loup de Antonin Baudry : chef de Central Opération du SNLE L'Effroyable
- 2025 : Doux Jésus de Frédéric Quiring : Sébastien
- 2025 : Un mariage sans fin de Patrick Cassir : Le témoin

#### Courts et moyens métrages
- 2006 : Effusion de sang de Cristobal Diaz : Le graffeur
- 2008 : A ses pieds de Mélanie Laurent : L'homme
- 2010 : Dom Juan sur Seine de Jérôme Maldhé : Marcus
- 2011 : Bien au-delà de Julien Allary : Fred
- 2013 : Lucille in the Sky de Charlotte Rabatte
- 2015 : Qui suis-je après ton exil en moi ? de lui-même : Lui
- 2015 : Première lueur de Waheed Khan : Le médecin

### Télévision

#### Séries télévisées
- 2005 : Alex Santana, négociateur : Yvan Canivez
- 2008 : X femmes : Un jeune homme
- 2009 : Revivre : Ashriel Elbaz
- 2013 : Les Limiers : Sam Ribeiro / Sami Belkacem
- 2016 : Loin de chez nous
- 2018 : Le Chalet : Manu Laverne
- 2018-2022 : Plan cœur : Jules (rôle principal, 20 épisodes)
- 2021 : Face à face de July Hygreck et Julien Zidi : Grégory Marchois
- 2021 : Manipulations, série de Marwen Abdallah : Mathias Maubert
- 2022 : La Maison d'en face de Lionel Bailliu : Yanis Coudray
- 2022 : Année Zéro d'Olivier Barma
- 2023 : Filles du feu de Magaly Richard-Serrano : Damien
- 2024 : Capitaine Marleau, épisode Le Secret d'Alba de Josée Dayan : Eloi Solana
- 2024 : Mémoire vive d'Arnaud Malherbe
- 2025 : Enquête en famille, mini-série de Dominique Farrugia
- 2026 : Désenchantées de David Hourrègue

#### Téléfilms
- 2006 : Ange de feu de Philippe Setbon : Alex Bernard
- 2007 : Opération Turquoise d'Alain Tasma : Le quartier-maître chef Morvan
- 2007 : Fort comme un homme de Stéphane Giusti : Olivier
- 2007 : Ali Baba et les Quarante Voleurs de Pierre Aknine : Sliman
- 2008 : Adrien de Pascale Bailly : Adrien
- 2012 : Éléonore l'intrépide d'Ivan Calbérac : Renaud
- 2020 : Faux semblants de Akim Isker : Alex Rodier
- 2020 : Big Five de Gilles de Maistre : Philippe Raimbaud
- 2021 : Belle, belle, belle d'Anne Depétrini : Dimitri

### Clips
- Majiti de Cheb Kader (2002)
- Tu l'aimeras[11] de Spleen feat Markus[12]
- Train Station de Markus - morceau de l'album Fragments[13]

### Comme réalisateur
- 2015 : Qui suis-je après ton exil en moi ? (court métrage)
- 2018 : Ni rivage ni colombe (court métrage)

### Comme scénariste
- 2015 : Qui suis-je après ton exil en moi (court métrage) de lui-même
- 2018 : Ni rivage ni colombe (court métrage) de lui-même

### Comme compositeur
- 2012 : Fatum (court métrage) de Sarah Marx
- 2018 : Ni rivage ni colombe (court métrage) de lui-même

### Comme monteur
- 2018 : Ni rivage ni colombe (court métrage) de lui-même

## Théâtre
- 2001 : Les Oranges d'Aziz Chouaki, mise en scène d'Éric Checco
- 2001-2002 : Juliette et Roméo de William Shakespeare, mise en scène d'Irina Brook